# سامانه تطبیقی
سامانه‌های تطبیقی یا سیستم‌های تطبیقی (به انگلیسی: Adaptive systems) به سامانه‌هایی گفته می‌شود که می‌توانند خود را با رفتارها و تغییرات محیط خود سازگار کنند.